# Stille Volk

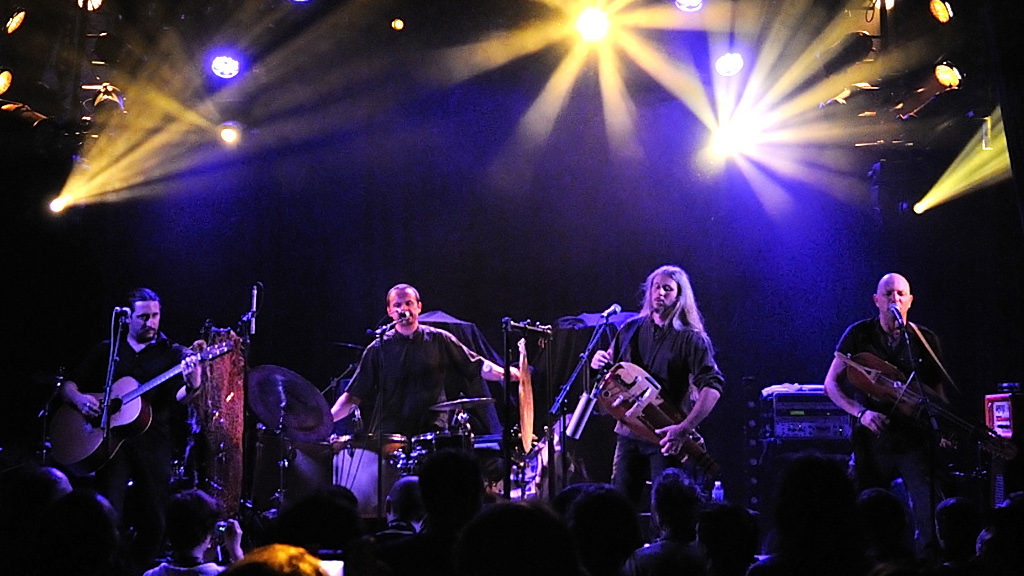
Stille Volk nel 2013. Da sinistra a destra: Sarg, Yan Arexis, Patrick Lafforgue, Patrice Roques

Stille Volk ("Il Popolo Silenzioso" in lingua olandese) è una band di genere folk/Pagan Folk e celtic originaria dell'area pirenaica della Francia. Il gruppo si è formato nel 1994 e si ispira alla musica celtica e medievale, componendo spesso in occitano.
I membri suonano quasi esclusivamente strumenti tradizionali, ad eccezione dell'album Ex-uvies, di natura più sperimentale. Oltre all'occitano non è raro nei loro pezzi il francese e il occitan. I temi partono da tematiche pagane, spaziando tra la mitologia e il folklore popolare. 
L'impronta folk metal dell'album Ex-uvies ha poi influenzato la formazione della band Hantaoma, composta tra l'altro da due dei tre membri degli Stille Volk, Patrick Lafforgue e Patrice Roques.

## Membri
- Patrick Lafforgue - voce, strumenti a fiato
- Patrice Roques - strumenti a corda, cori
- Yan Arexis- percussioni
- Sarg - guitara, cori

## Discografia
- 1997 - Hantaoma (Holy Records)
- 1998 - Ex-uvies (Holy Records)
- 2001 - Satyre Cornu  (Holy Records)
- 2002 - Maudat (Holy Records)
- 2009 - Nueit De Sabbat (Holy Records)
- 2015 - Pèira Negra (Holy Records)
- 2019 - Milharis (Prophecy Productions)